# Ambraser Hofjagdspiel

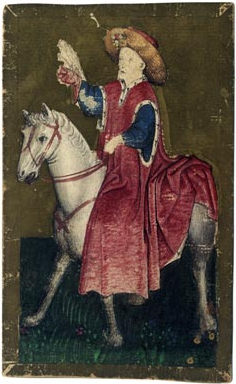
Roi de Faucon

L’Ambraser Hofjagdspiel (traduisible depuis l'allemand par « Jeu de cartes de chasse de la Cour d'Ambras » — également appelé « jeu de cartes du fauconnier d'Ambras »), est un jeu de cartes peint vers 1440-1445 et dont la paternité est attribuée à Konrad Witz et à son atelier à Bâle.

## Datation et paternité
L’Ambraser Hofjagdspiel a probablement été peint vers 1440-1445 par Konrad Witz et son atelier situé à Bâle, en Suisse.
Il tire son nom de l'endroit où il a été découvert, au XVIe siècle : tout comme le Hofämterspiel, il fut trouvé dans une grande collection d'art de l'archiduc Ferdinand-Charles d'Autriche au château d'Ambras, dans le Tyrol autrichien,. Les deux jeux se trouvent au Musée d'histoire de l'art de Vienne,,.

## Constitution
Le jeu est à l'origine constitué de 56 cartes desquelles 54 ont survécu. Le jeu est divisé en 4 ensembles : faucon, leurre, chien de chasse et héron, portant sur la thématique de la chasse au héron. Chaque ensemble contient dix cartes à numéros (qui ne sont en fait pas numérotées : il y a autant de symboles que le numéro auquel la carte correspond, sauf la no 10 qui est représentée par une bannière, comme dans beaucoup des vieilles cartes allemandes ou des modernes Jeu de cartes suisse) et a quatre figures non numérotées et non titrées par ensemble : le Unter (valet inférieur), le Ober (valet supérieur), la reine et le roi ; tous montent un cheval et portent une coiffe exotique plutôt que des attributs liés à leurs fonctions.

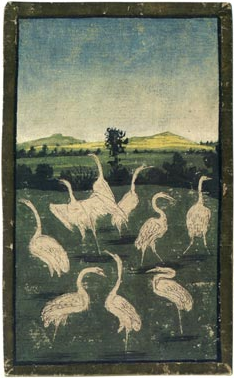
IX de Héron
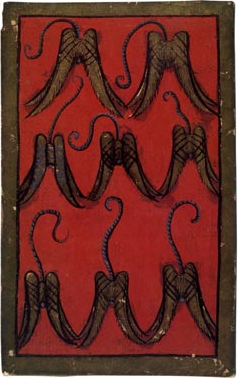
VIII de Leurre
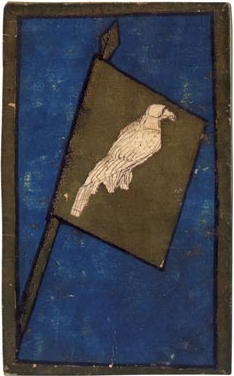
X de Faucon
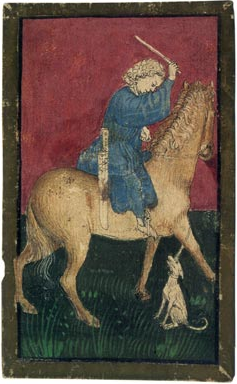
Unter de Chien
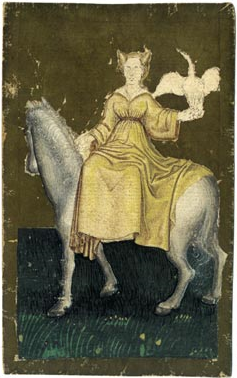
Reine de Héron

## Analyse
Les cartes mesurent 9,5 × 15,6 cm et sont peintes en rouge au verso. Le recto est peint à l'aquarelle par-dessus des dessins à l'encre noire sur papier, le tout à la main.
La thématique de la chasse indique que ce jeu était destiné à la noblesse, les activités cynégétiques étant l'un des passe-temps favoris de cette classe. Par ailleurs, les animaux sont parfois représentés dans une attitude moins formelle, ce qui exclut une fonction éducative des cartes. Le prix d'un jeu produit par l'atelier de Konrad Witz confirme lui aussi que le jeu est plutôt destiné aux gens de la Cour.
Konrad Witz et ses apprentis étaient innovateurs en ceci qu'il dépeignaient les figures humaines et animales dans un environnement réaliste, avec un ciel et un paysage crédibilisés par des effets d'ombres et de lumières.